# پولک‌درخت‌سانان
پولک‌درخت‌سانان (نام علمی: Lepidodendrales) نام یک راسته از شاخه پنجه‌گرگ‌تباران است.